# What's That Sound?
What's That Sound? é o terceiro álbum de estúdio da cantora norte-americana Haley Reinhart, lançado no dia 22 de setembro de 2017 através da gravadora Concord Records. Até o momento, o álbum gerou três singles: as versões covers de "Baby It's You" e "For What It's Worth", além da faixa original "Let's Start". A canção "The Letter" também foi lançada como single promocional.

## Lista de faixas
O disco é composto por 14 faixas, onze regravações e três canções originais.
| N.º | Título                                          | Compositor(es)                              | Duração |  |
| 1.  | "Let’s Start"                                   | Haley Reinhart, Anders Grahn, Rob Kleiner   | 3:39    |  |
| 2.  | "Baby It's You"                                 | Burt Bacharach, Mack David, Barney Williams | 3:40    |  |
| 3.  | "For What It's Worth"                           | Stephen Stills                              | 3:23    |  |
| 4.  | "The Letter"                                    | Wayne Carson                                | 2:23    |  |
| 5.  | "Can't Find My Way Home"                        | Steve Winwood                               | 3:58    |  |
| 6.  | "White Rabbit"                                  | Grace Slick                                 | 2:43    |  |
| 7.  | "Somewhere In Between"                          | Reinhart, Grahn, Kleiner                    | 3:31    |  |
| 8.  | "Oh! Darling" (feat. Scott Bradlee)             | John Lennon, Paul McCartney                 | 3:15    |  |
| 9.  | "Sunny Afternoon" (feat. Scott Bradlee)         | Ray Davies                                  | 4:21    |  |
| 10. | "You Showed Me"                                 | Jim McGuinn, Gene Clark                     | 3:03    |  |
| 11. | "Words of Love" (feat. Scott Bradlee)           | John Phillips                               | 2:20    |  |
| 12. | "Bring the Love Back Home" (feat. Casey Abrams) | Reinhart, Casey Abrams, Andy Rose           | 3:54    |  |
| 13. | "Time of the Season" (feat. Casey Abrams)       | Rod Argent                                  | 3:20    |  |
| 14. | "These Boots Are Made for Walkin'"              | Lee Hazlewood                               | 2:56    |  |